# Giro delle Fiandre 1919
Il Giro delle Fiandre 1919, terza edizione della corsa, fu disputato il 23 marzo 1919 per un percorso di 230 km. Fu vinto dal belga Henri Van Lerberghe, al traguardo in 7h41'18" alla media di 29,915 km/h, davanti ai connazionali Léon Buysse e Jules Van Hevel.
Dei 47 ciclisti alla partenza furono in 23 a tagliare il traguardo.

## Ordine d'arrivo (Top 10)
| Pos. | Corridore           | Squadra         | Tempo    |
| ---- | ------------------- | --------------- | -------- |
| 1    | Henri Van Lerberghe | Legnano-Pirelli | 7h41'18" |
| 2    | Léon Buysse         | -               | a 14'00" |
| 3    | Jules Van Hevel     | -               | s.t.     |
| 4    | Frits Wiersma       | -               | s.t.     |
| 5    | Albert Dejonghe     | -               | s.t.     |
| 6    | Aviel Cocquyt       | -               | s.t.     |
| 7    | Alois Verstraeten   | Bianchi-Pirelli | s.t.     |
| 8    | Laurent Seret       | -               | a 21'52" |
| 9    | Theodore Arvent     | -               | a 23'00" |
| 10   | Basile Matthys      | -               | a 26'00" |